# Pierre-Augustin Laboreys de Château-Favier
Pierre-Augustin Laboreys de Château-Favier, né le 24 octobre 1748 à Aubusson (Creuse), mort le 27 février 1821 à Aubusson, est un député français.

## Biographie
Fils de Michel Laboreys de château-Favier, inspecteur des manufactures royales d'Aubusson et de Felletin, et de Marie-Louise Mage, il succède à son père dans les fonctions d'inspecteur des manufactures.
Le 24 mars 1789, il est élu par la sénéchaussée de la Haute-Marche député du tiers état aux États généraux, où il ne se distingue pas.

## Source
- « Pierre-Augustin Laboreys de Château-Favier », dans Adolphe Robert et Gaston Cougny, Dictionnaire des parlementaires français, Edgar Bourloton, 1889-1891 [détail de l’édition] Dictionnaire des députés français de 1789 à 1889, tome 3, p. 481 à 490